# La Déesse rouge (film, 1923)
Pour le film de 1930, voir La Déesse rouge (film, 1930).
Pour plus de détails, voir Fiche technique et Distribution.
La Déesse rouge (The Green Goddess) est un film muet américain réalisé par Sidney Olcott, sorti en 1923.
Un remake sera tourné en 1930 avec trois des acteurs principaux de cette version de 1923.

## Synopsis
Pour venger la condamnation à mort de trois princes indiens, une partie de l'Inde se rebelle contre les Britanniques, créant des situations dangereuses pour les résidents britanniques. Trois d'entre eux, le major Crespin, sa femme Lucille et son ami le Dr Traherne, s'envolent vers le nord pour sauver les enfants du couple en vacances dans une région montagneuse.
Mais l'avion s'écrase dans une zone proche de l'Himalaya et le trio est capturé par les sujets d'un rajah qui s'avère être le frère des condamnés à mort. Pour venger ses frères, il décide d'offrir ces trois Blancs en sacrifice à la déesse verte, l'idole de son peuple.

## Fiche technique
- Réalisation : Sidney Olcott
- Scénario : Forrest Halsey, d'après la pièce The Green Goddess de William Archer (1921)
- Photographie : Harry Fischbeck
- Musique : Joseph Carl Breil
- Société de production : Distinctive Productions
- Société de distribution : Goldwyn Pictures, Cosmopolitan Distributing Corp
- Pays d'origine : États-Unis
- Langue d'origine : anglais
- Format : noir et blanc - 1.33: 1 - muet
- Genre : Aventures
- Durée : 80 min
- Longueur : 8 000 pieds, 8 bobines
- Dates de sortie :
  - États-Unis : 14 août 1923 (New York)
  - France : 8 mai 1925 (Paris)

## Distribution
- George Arliss: le rajah de Rukh
- Alice Joyce : Lucilla Crespin
- David Powell : Dr Traherne
- Harry T. Morey : le major Crespin
- Jetta Goudal : Ayah
- Ivan F. Simpson : Watkins (crédité Ivan Simpson)
- William Worthington : le grand prêtre

## Autour du film
- Le film a été tourné à New York, aux studios Distinctive (ex-Biograph Studios)
- Une copie est conservée à l'Université de Californie à Los Angeles, Californie.